# Wörschachklamm
Wörschachklamm är en ravin i Österrike.   Den ligger i förbundslandet Steiermark, i den centrala delen av landet, 180 km väster om huvudstaden Wien. Wörschachklamm ligger 962 meter över havet.
Terrängen runt Wörschachklamm är bergig åt nordost, men åt sydväst är den kuperad. Terrängen runt Wörschachklamm sluttar söderut. Närmaste större samhälle är Liezen, 6,2 km öster om Wörschachklamm. 
I omgivningarna runt Wörschachklamm växer i huvudsak blandskog. Runt Wörschachklamm är det ganska glesbefolkat, med 25 invånare per kvadratkilometer.